# 第二代從男爵約翰·華爾身
第二代从男爵约翰·华尔身爵士（英語：Sir John Walsham, 2nd baronets，1830年10月29日—1905年12月10日），是英国的外交官，曾担任驻清朝公使。